# 80's Night
80's Night is de zesde aflevering van het tiende seizoen van het tienerdrama Beverly Hills, 90210, die voor het eerst werd uitgezonden op 27 oktober 1999.

## Plot
David is bezig met zijn radioshow en krijgt een luisteraar genaamd Tony aan de telefoon die al drie maanden een relatie heeft met Amber. Tony vertelt dat zij nog geen seks hebben gehad en David vertelt hem dat dit ook niet zal gaan gebeuren en belt dan Amber met de mededeling dat Tony het uitmaakt. Dit was niet de bedoeling van Tony en die baalt hiervan, David krijgt ook veel kritiek dat hij dit zo gedaan heeft. Tony probeert wanhopig Amber terug te krijgen en zoekt David op en smeekt hem om hem bij Amber terug te krijgen, David beseft dan dat hij het fout had en zoekt Amber thuis op en vertelt haar dat hij hier schuldig aan is en vraagt haar om terug te gaan naar Tony.
Kelly krijgt onverwachts bezoek van de ouders van Joe Patch, deze Joe was de verkrachter van Kelly en zij heeft hem doodgeschoten toen zij hem later tegenkwam. De ouders vertellen aan Kelly dat zij haar vergeven voor het doden van hun zoon en Kelly weet niet wat zij hiermee aan moet en heeft het er maar moeilijk mee. Ondertussen verdedigt Matt een cliënt, Pete Hawkins, die ter dood is veroordeeld en zij willen deze straf omzetten in levenslange gevangenisstraf. Pete is veroordeeld voor verkrachting en moord en als Kelly de gebeurtenissen hoort hoe hij dit uitgevoerd heeft besluit zij dat hij de doodstraf verdient en discussieert hierover met Matt en krijgen hier ruzie over. Beide willen niet toegeven aan hun standpunt en uiteindelijk besluiten zij elkaar niet te zien totdat het vonnis is uitgesproken.
Het gaat goed met illegale nachtclub van Noah en Gina en het geld rolt binnen, maar hier komt een eind aan door een politie-inval en Noah en Gina worden gearresteerd. Voor de inval ziet Gina een bekende in de club, Mel Silver die daar zijn eigen wel vermaakt met de dames. In de gevangenis moeten zij wel eerlijk worden tegen hun partners die hier niet blij mee zijn. Dylan is nu boos op Noah omdat hij de eigenaar is van het gebouw en hij wordt aansprakelijk gesteld van de illegale nachtclub. Hij eist nu van Noah dat hij de boete van $ 20.000,- betaalt. Gina wil Noah helpen met het betalen van de boete door Mel te chanteren omdat Mel nog gewoon getrouwd is en het bezoek aan de club geheim wil houden.
Steve ontdekt een wilde kant van Janet, Janet krijgt bezoek van haar oude vriendin Pinky die in een muziekband speelt en aan Janet vraagt of zij wil optreden als zangeres in deze band. Steve is hier niet zo blij mee aangezien zij hoogzwanger is. Maar als Janet aan het optreden is dan is hij toch trots op haar dat zij dit doet.

## Rolverdeling
- Jennie Garth - Kelly Taylor
- Ian Ziering - Steve Sanders
- Brian Austin Green - David Silver
- Tori Spelling - Donna Martin
- Luke Perry - Dylan McKay
- Joe E. Tata - Nat Bussichio
- Lindsay Price - Janet Sosna
- Daniel Cosgrove - Matt Durning
- Vanessa Marcil - Gina Kincaid
- Matthew Laurance - Mel Silver
- Vincent Young - Noah Hunter
- Jean Bruce Scott - Mevr. Patch
- Billy Maddox - Mr. Patch
- Carla Betz - Pinky
- R. Keith Harris - Pete Hawkins
- Brant Cotton - Walter Hawkins
- Jodi Lea Webster - Amber
- David O'Donnell - Tony